# 오로주

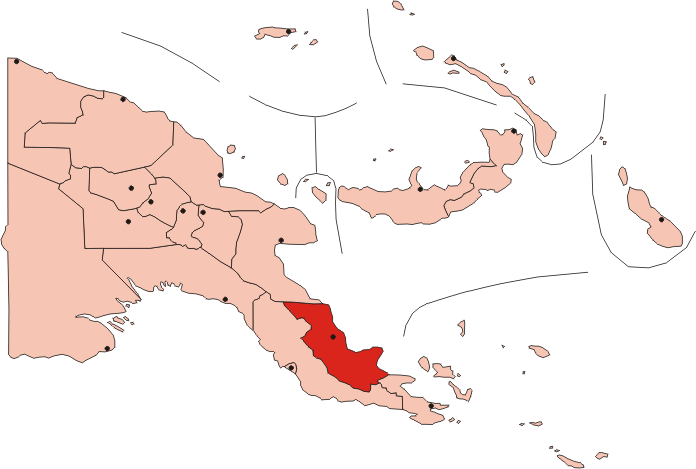
오로 주

오로주(Oro)는 파푸아뉴기니의 주로 주도는 포폰데타이며 면적은 22,800km2, 인구는 133,065명(2000년 기준)이다. 코카다 트레일은 주 북부에 있는 코카다 마을에서 끝나며 활화산인 레밍턴 산이 있다. 과거 북부 주(Northern)로도 불린 주이며 현재도 공식 문서에서 북부 주라는 이름이 때로 사용된다.